# Tetracosactide
Il tetracosactide è un analogo sintetico dell'ormone adrenocorticotropo.
L'utilizzo principale è come test diagnostico dell'ipofunzionalità del corticosurrene. Viene anche utilizzato come terapia per la sclerosi multipla e per l'encefalopatia mioclonica infantile con ipsaritmia.
È indicato anche come terapia, purché a breve termine, in quelle patologie per le quali è richiesto l'uso di glucocorticoidi in pazienti che tollerano scarsamente i cortisonici orali.